# رغل ألطي
رغل ألتايوي (الاسم العلمي:Atriplex altaica) هو نوع نباتي يتبع جنس الرغل من فصيلة القطيفية.